# Mare Fecunditatis
Mer de la Fertilité ou Fécondité
Mare Fecunditatis (la "mer de la fécondité" ou "mer de la fertilité") est une mare lunaire de 909 km de diamètre, située sur la face visible de la lune. Le bassin Fecunditatis s'est formé à l'ère du pré-nectarien, alors que le matériau du bassin autour de la mer est de l'ère du nectarien. Le matériau de la mer est de l'imbrien supérieur et est relativement mince comparé à celui de Mare Crisium ou de Mare Tranquillitatis. Le bassin recouvre ceux de Nectaris, Tranquillitatis et Crisium. Au bord est de Fecunditatis se trouve le cratère Langrenus, plus au sud Petavius, au nord les cratères de Messier (en) (rappelant la chevelure d'une comète, ils sont nommés par les astronomes allemands Wilhelm Beer et Johann Heinrich von Mädler en l'honneur de Charles Messier, premier véritable chasseur de comètes).

## Sinus Successus
Une baie du nom Sinus Successus (baie du succès) se trouve le long du bord est de cette mer. Son diamètre est de 132 km.
Les sondes Luna 18 et Luna 20 se sont posées dans le voisinage proche de Sinus Successus, au nord-ouest.